# Herminia fangalis
Herminia fangalis là một loài bướm đêm trong họ Noctuidae.